# Winkler (Manitoba)
Pour les articles homonymes, voir Winkler.
Winkler est une ville du sud du Manitoba au Canada. Comme elle est la plus grande ville de la vallée de Pembina, Winkler sert de centre régional pour le commerce, l'agriculture et l'industrie.
Elle est la 7e plus grande ville du Manitoba (en 2006) et demeure l'une des villes dont la croissance est la plus rapide de la province.
Elle est entièrement enclavée dans la municipalité rurale de Stanley.

## Démographie
| 2001  | 2006  | 2011   | 2016   |
| ----- | ----- | ------ | ------ |
| 7 943 | 9 106 | 10 670 | 12 660 |

## Personnalités
- Dustin Penner, joueur de hockey